# Stéphane Mille
Stéphane Mille est un militaire français. Général d'armée aérienne, il est chef d'état-major de l'Armée de l'air et de l'espace du 10 septembre 2021 au 16 septembre 2024, après avoir été commandant du Centre de planification et de conduite des opérations de 2018 à 2020 et sous-chef chargé des opérations à l'état-major des armées de 2020 à 2021.

## Biographie

### Formation
Diplômé de l'École de l'air (promotion 1986 Général Dorance), Stéphane Mille est breveté pilote de chasse en 1989.

### Carrière militaire
Stéphane Mille commence sa carrière comme pilote de chasse sur Mirage F1C en 1990 puis, après la dissolution du 1/30 Valois le 27 juin 1994, sur Mirage 2000 au 1/5 Vendée. Il effectue des missions de permanence de sureté aérienne en France, ainsi que des missions de guerre au cours d'opérations extérieures : Épervier au Tchad en 1991, Crécerelle en Bosnie-Herzégovine en 1994 et 1995, Southern Watch en Arabie Saoudite en 1997 et Trident au Kosovo en 1999. En 1996, il est chef de brigade de la promotion de l'École de l'air.
Après un stage au Collège interarmées de Défense de 2000 à 2001, il est promu lieutenant-colonel et nommé commandant de l'école de pilotage de l’armée de l’Air à Cognac pour deux ans. En 2003, il est détaché au sein de l'Allied Joint Force Command de l'OTAN à Naples. Il dirige ensuite la division « finances LPM » de l'état-major de l'Armée de l'air en 2004, avant d'être promu colonel et affecté à la division des Affaires financières du ministère de la Défense de 2006 à 2009.
Stéphane Mille est auditeur de la 62e session nationale de l'Institut des hautes études de Défense nationale de 2009 à 2010,. À l'issue de cette formation, il entre à la direction
« Études, Synthèse et Management général » de l'état-major des armées. Il est ensuite nommé commandant de la base aérienne 110 Creil de 2012 à 2014 et chef de cabinet des chefs d'état-major de l'Armée de l'air Denis Mercier et André Lanata de 2014 à 2016.
En 2016, Stéphane Mille est promu général de brigade et nommé général adjoint chargé des opérations de la force Barkhane. L'année suivante, il intègre le Centre de planification et de conduite des opérations (CPCO) de l'état-major des armées en tant que chef de conduite. Promu général de division, il prend le commandement du CPCO, succédant à Thierry Burkhard, le 31 août 2018.
Le 24 juin 2020, il est nommé sous-chef chargé des opérations à l'état-major des armées et succède au général Grégoire de Saint-Quentin,,. Il prend ses fonctions le 1er juillet suivant.

### Chef d'état-major de l'Armée de l'air et de l'espace
En 2021, son nom est cité pour succéder au général Philippe Lavigne en tant que chef d'état-major de l'Armée de l'air et de l'espace,,.
Le président de la République annonce sa nomination le 13 juillet 2021, lors de son discours à l'Hôtel de Brienne en l'honneur des défilants du 14 juillet,. Stéphane Mille prend ses fonctions le 10 septembre 2021.
Lors du conseil des ministres du 26 juin 2024, le général Jérôme Bellanger est nommé pour succéder à Stéphane Mille à compter du 16 septembre suivant. Il fait son adieu aux armes le 6 septembre 2024, dans la cour d'honneur de l'hôtel national des Invalides.

## Grades militaires
- 1er août 1992 : capitaine[26].
- 1er décembre 1997 : commandant[27].
- 1er décembre 2001 : lieutenant-colonel[6].
- 2006 : colonel.
- 1er juin 2016 : général de brigade aérienne[12].
- 1er juin 2018 : général de division aérienne[13].
- 1er juillet 2020 : général de corps aérien[15].
- 10 septembre 2021 : général d'armée aérienne[22].

## Décorations

### Françaises
- Commandeur de la Légion d'honneur en 2020[28] (officier en 2012[29], chevalier en 2002[30]).
- Grand officier de l'ordre national du Mérite en 2024[31] (officier en 2008[32]).
- Croix de la Valeur militaire.
- Médaille de l'Aéronautique.
- Croix du combattant.
- Médaille d'Outre-Mer.
- Médaille de la Défense nationale, échelon or.
- Médaille de reconnaissance de la Nation.
- Médaille commémorative française.

### Étrangères
- Médaille de service en ex-Yougoslavie.
- Médaille de service au Kosovo.
- Officier de l'ordre national du Mali.